# Biagicola signipennis
Biagicola signipennis är en fjärilsart som beskrevs av Embrik Strand 1914. Biagicola signipennis ingår i släktet Biagicola och familjen nattflyn. Inga underarter finns listade i Catalogue of Life.